# Markus Gierke
Markus Gierke (* 1991) ist ein deutscher Schwimmsportler, spezialisiert auf die Lage Delfin. Er ist Weltmeisterschaftsteilnehmer und mehrfacher Deutscher Meister.

## Erfolge
Seinen ersten Titel eines Deutschen Meisters errang der für die Wassersportfreunde von 1898 Hannover antretende Gierke bei den Kurzbahnmeisterschaften 2014 in der Wuppertaler Schwimmoper über 200 Meter Delfin mit der Zeit von 1:53,82 min und wurde damit Nachfolger von Tim Wallburger. Mit seiner Siegerzeit erfüllte Gierke die DSV-Qualifikationsnorm für die Kurzbahnweltmeisterschaften 2014 in Doha. Dort belegte er mit 1:53,72 min im Vorlauf Rang 14 (Weltmeister Chad le Clos in 1:48,61), während er sich auf der 100-Meter-Strecke in 52,69 s mit Rang 39 zufriedengeben musste (Sieger le Clos in Weltrekordzeit von 48,44).
Über diese Strecke gewann Gierke sodann bei den Deutschen Schwimmmeisterschaften 2015 in Berlin als Nachfolger von Steffen Deibler seinen nächsten Meistertitel in 53,41 s.
Bei den Deutschen Kurzbahnmeisterschaften 2015 wiederum in Wuppertal wurde er dann zum dritten Mal Deutscher Meister wieder über die 200 Meter in der Zeit von 1:53,61 und erfüllte damit auch die Norm zur Teilnahme an den Kurzbahneuropameisterschaften 2015 im israelischen Netanja.